# هارون هيرتسوغ
هارون هيرتسوغ (بالألمانية: Aaron Herzog)‏ هو لاعب كرة قدم ألماني، ولد في 30 يناير 1998 في كولونيا في ألمانيا.

## وصلات خارجية
- هارون هيرتسوغ على موقع الاتحاد الأوربي (الإنجليزية)
- هارون هيرتسوغ على موقع قاعدة بيانات كرة القدم.إي يو (الإنجليزية)
- هارون هيرتسوغ على موقع بيانات كرة القدم. دي إي (الألمانية)
- هارون هيرتسوغ على موقع Soccerbase.com (لاعب) (الإنجليزية)
- هارون هيرتسوغ على موقع Soccerway.com (الإنجليزية)
- هارون هيرتسوغ على موقع عالم كرة القدم.نت (الإنجليزية)